# Tamurejo (kommunhuvudort)
Tamurejo är en kommunhuvudort i Spanien.   Den ligger i provinsen Provincia de Badajoz och regionen Extremadura, i den centrala delen av landet, 190 km sydväst om huvudstaden Madrid. Tamurejo ligger 570 meter över havet och antalet invånare är 266.
Terrängen runt Tamurejo är huvudsakligen kuperad, men åt nordväst är den platt. Runt Tamurejo är det mycket glesbefolkat, med 6 invånare per kvadratkilometer. Närmaste större samhälle är Siruela, 10,1 km väster om Tamurejo. 